# Hot and high
Hot and high (англійською дослівно «спекотно та високо») — авіаційний термін, що означає низьку густину повітря в аеропорті через високу температуру навколишнього середовища та велику географічну висоту. Чим менша густина повітря, тим менша підйомна сила, створювана крилом літака або гвинтом гелікоптера, що впливає на характеристики повітряного судна, заважаючи йому піднятися над землею.
Внаслідок цього виникають наступні негативні ефекти:
- Літакам потрібен довший розбіг, довжина якого потенційно може перевищувати довжину наявної злітно-посадкової смуги.
- Знижена злітна потужність сповільнює набір висоти. Подібне нерідко буває причиною багатьох аварій на аеродромах у гірських районах, коли літак не встигає піднятися на достатньо безпечну висоту, щоб уникати навколишніх високих наземних перешкод.
- Гелікоптери також страждають від обмеження льотно-технічних характеристик у таких умовах. У той час як літаки можуть подолати розрідженість повітря високою швидкістю, вертольоти повинні компенсувати цей ефект збільшенням потужності двигуна, що зменшує корисне навантаження. Крім того, хвостовий гвинт може досягти межі продуктивності, роблячи неможливим стаціонарне зависання вище певної висоти[2].
- Деякі літальні апарати, особливо легкі літаки та старі вертольоти, мають таку низьку стелю польоту, що можуть втратити підйомну силу, просто намагаючись зберегти горизонтальний політ. У деяких випадках літаки, які приземляся у «спекотних високих» аеропортах за умов низької температури, при підвищенні температури не можуть знову злетіти.

Також подібна густина повітря може спостерігатися в аеропортах, які особливо спекотні або особливо високі, без другої умови. Той факт, що температура знижується зі збільшенням висоти, трохи пом'якшує ефект.

## Засоби протидії
Існує декілька способів підвищення продуктивності літака у спекотно-високих умовах:
- Зменшення ваги літака. Зокрема, вагу можна зменшити, перевозячи лише стільки палива, щоб дістатися до місця призначення, а не заповнювати баки повністю. У деяких випадках з літака може бути видалено непотрібне обладнання. Однак у багатьох випадках єдиним практичним способом є відправлення з меншою кількістю пасажирів, вантажу чи озброєння.
- Збільшення потужності двигуна. Більш потужні двигуни можуть покращити прискорення літака та зменшити необхідну дистанцію зльоту. Втім, потужніші двигуни, як правило, важчі та споживають більше палива під час польоту, збільшуючи кількість палива, необхідного для досягнення пункту призначення. Додаткова вага двигунів і палива може звести нанівець виграш у продуктивності, а додаткові витрати обмежують і прибутковість самого польоту. З іншого боку, заміна старішого, менш ефективного двигуна новим двигуном більш досконалої конструкції може збільшити вихідну потужність і ефективність, іноді навіть зменшуючи вагу (у цій ситуації єдиним реальним недоліком лишається вартість оновлення).
- Збільшення розміру крил. Однак більші крила важать більше і збільшують опір, що робить літак повільнішим і збільшує витрату палива під час польоту.
- Застосування для зльоту допоміжних пристроїв, таких як ракети, щоб збільшити підйомну силу та прискорення. Ця практика була особливо поширеною в 1950-х і 60-х роках, коли нижчі рівні тяги військових турбореактивних двигунів були недостатніми для зльоту з коротших злітно-посадкових смуг або з дуже великим корисним навантаженням. На цивільних літаках такі засоби використовувалися рідко через ризик пошкодження літака та втрати контролю, якщо під час їх використання щось піде не так.
- Перед зльотом у компресор двигуна або камеру згоряння впорскується дистильована вода. Це знижує температуру згоряння, що дозволяє використовувати більш високі параметри потужності, не викликаючи перевищення температури двигуна.

## Спеціалізовані літаки
Декілька виробників перших реактивних авіалайнерів пропонували варіанти, оптимізовані для польотів у спекотно-високих умовах. Такі літаки, як правило, мали найбільші крила та/або найпотужніші двигуни в своїй лінійці моделей у поєднанні з невеликим фюзеляжем для зменшення ваги. Як приклади, можна навести такі моделі:
- BAC 1-11-475 поєднував короткий корпус серії 400 з потужнішими двигунами та вдосконаленими крилами серії 500. Крім того, літак мав міцніше шасі для складних польових операцій.
- Boeing 707-220. Літак був створений на фюзеляжі 707—120, оснащеному потужнішими двигунами Pratt & Whitney JT4A — цивільною версією військового J75. 707—220 мав надзвичайно високу витрату палива, і таких літаків було виготовлено лише 5, усі для Braniff International Airways. Модель 707—220 була відмінена після випуску 707-120B з турбовентиляторним двигуном, який мав ще більшу потужність і в то же час споживав значно менше палива.
- Convair 880[en]. Хоча компанія Convair пропонувала лише одну конфігурацію цього літака, він мав більшу потужність і менший фюзеляж, ніж його конкуренти з Boeing і Douglas. Convair по суті поставив успіх усієї модельної лінійки 880 на цей літак, оптимізований для роботи у спекотно-високих умовах. Втім, успіху компанія не мала: було продано лише шістдесят п'ять 880-х, і невдовзі Convair припинив існування як компанія.
- De Havilland Canada Dash 8-200 — фюзеляж 8-100, оснащений більшими двигунами 8-300. Ці літаки виявилися успішними і з часом замінили виробничу лінію 8-100.
- Lockheed L-1011-200 — фюзеляж L-1011-100 з більш потужними двигунами RB.211-524B.
- McDonnell Douglas DC-9-20, який поєднував менший фюзеляж DC-9-10 з більшими крилами та потужнішими двигунами DC-9-30, але за характеристиками значно поступався їм обом.
- McDonnell Douglas DC-10-15, який поєднував фюзеляж DC-10-10 з більшими двигунами DC-10-30. Ці літаки були спеціально розроблені для Aeroméxico та Mexicana de Aviación. Їх було побудовано лише сім.
- Vickers VC10, розроблений відповідно до вимог BOAC щодо великого авіалайнера, який міг би виконувати польоти середньої дальності з коротких злітно-посадкових смуг у Південній Азії та Африці. Двигуни, розташовані ззаду, робили крило більш ефективним і були менш вразливими до уламків злітно-посадкової смуги. Втім, всока витрата палива в порівнянні з більш сучасним Boeing 707 спонукала всі інші великі авіакомпанії відмовитися від VC10.
- McDonnell Douglas MD-82 — версія MD-80 для спекотно-високих умов. Літак добре продавався, що є надзвичайно рідкісним для таких спеціалізованих літаків.

Маркетинговий провал більшості цих літаків продемонстрував, що авіакомпанії, як правило, не бажають погоджуватися на зниження ефективності протягом усього польоту та меншу кінцеву вантажопідйомність в обмін на незначне підвищення продуктивності в окремих аеропортах. Замість того авіакомпаніям було простіше вимагати будівництва довших злітно-посадкових смуг, працювати з меншими навантаженнями відповідно до умов або просто відмовитися від невигідних напрямків.
Крім того, коли в 1970-х роках почало з'являтися друге покоління реактивних авіалайнерів, деякі літаки були розроблені таким чином, щоб усунути потребу в спеціальному варіанті для спекотно-високих умов — наприклад, Airbus A300 може виконувати так званий «зліт 15/0» де передкрилки встановлюються на 15 градусів, а закрилки залишаються втягнутими. Ця техніка зльоту використовується лише в спекотно-високих аеропортах, оскільки вона дозволяє збільшити граничну вагу набору висоти та покращує продуктивність другого сегменту набору висоти.
Більшість виробників реактивних літаків відмовилися від спеціальних версій літаків для спекотно-високих умов.

## Приклади аеропортів зі спекотно-високими умовами
Нижче наведено деякі найвідоміші аеропорти зі спекотно-високими умовами:
- Аеропорт Боле (Аддис-Абеба, Ефіопія);
- Міжнародний аеропорт імені О. Р. Тамбо[en] (Йоганнесбург, Південно-Африканська Республіка);
- Міжнародний аеропорт Мехіко та Міжнародний аеропорт Феліпе Анхелес[en] (Мехіко, Мексика);
- Міжнародний аеропорт Кабула (Кабул, Афганістан).

Як приклад просто «високого» аеропорту можна назвати Міжнародний аеропорт Ель-Альто (Ла-Пас, Болівія). Середня температура протягом року тут ніколи не перевищує 15 °C, але це найвищий у світі комерційний аеропорт із регулярними міжнародними рейсами — він розташований на висоті 4061 м.
Просто «спекотними» зазвичай є більшість близькосхідних аеропортів з пізньої весни до початку осені. Як приклад — Міжнародний аеропорт Кувейту, розташований на висоті лише 63 м, але в той же час один з найспекотніших аеропортів у світі з середньою температурою влітку вдень 46 °C.